# Luigi Lombardi Vallauri
Luigi Lombardi Vallauri (Roma, 4 aprile 1936) è un filosofo italiano.
È stato professore ordinario di filosofia del diritto presso l'Università Cattolica di Milano e l'Università degli Studi di Firenze. Dal 2011 ha insegnato all'Università degli Studi dell'Insubria e all'Università degli Studi di Sassari, dalla quale è stato chiamato per "chiara fama".

## Biografia
Nasce e cresce in contesto familiare profondamente cattolico. Nipote del predicatore gesuita Riccardo Lombardi, cugino del direttore della Sala stampa vaticana Federico Lombardi, nonché nipote di Gabrio Lombardi, si avvia alla formazione teologica alla Pontificia Università Gregoriana di Roma. Nello stesso periodo consegue la laurea in Giurisprudenza col massimo dei voti presso l'Università di Roma, dove suo maestro è stato Emilio Betti. Abbandonata la vocazione sacerdotale intorno ai vent'anni, dopo la laurea perfeziona gli studi giuridici in Germania e vince molto presto il concorso per la libera docenza.
Nel 1970 diviene professore ordinario in Filosofia del diritto all'Università di Firenze, dove ha insegnato anche Argomentazione giuridica e Filosofia del diritto avanzata. Nel 1976 ottiene la cattedra in Filosofia del diritto anche all'Università Cattolica di Milano. Dopo il collocamento a riposo insegnerà presso le Università di Como e Sassari.
Massimo esperto di teoria dell'interpretazione giuridica, già direttore dell'Istituto per la documentazione giuridica del CNR (dal 1973 al 1977) e presidente della Società italiana di filosofia giuridica e politica (dal 1996 al 2000), è autore di una vastissima serie di saggi filosofico-giuridici. Con il suo Terre: Terra del Nulla, Terra degli uomini, Terra dell'Oltre ha aperto un nuovo filone della sua ricerca, dedicato alla filosofia della religione e della spiritualità. Al saggio Nera Luce, apparso nel 2001, Lombardi Vallauri ha consegnato la sua critica serrata ai dogmi del cattolicesimo e l'approdo all'apofatismo. I suoi interessi recenti riguardano la tutela giuridica dei diritti degli animali. È vegano.
Nel 1979 Lombardi Vallauri ha fondato, e tuttora conduce, un "gruppo di meditazione" teso a esplorare le possibilità di una vita contemplativa all'altezza del sapere moderno. Un suo libro - che traduce in scrittura il seguitissimo corso di meditazioni tenuto dall'autore per Radio Tre Rai nel 2004, 2005 e 2007 - propone una "mistica laica", ossia una mistica che prescinde da rivelazioni soprannaturali coniugando il pensiero scientifico occidentale con le tecniche di meditazione tipiche delle filosofie orientali.

### Allontanamento dall'Università Cattolica
Dal 1976 Lombardi Vallauri ha insegnato Filosofia del diritto presso l'Università cattolica di Milano.
Il 19 aprile 1996 tiene una conferenza a Bari e all'inizio decide di sedersi in terra, giustificandosi presso l'uditorio con la frase:
«Del Dio che emoziona non mi sento di parlare seduto su una sedia, quindi, mentre parlerò di questo Dio, starò seduto in terra».
Nel 1998 è stato sospeso dall'attività didattica a causa del suo insegnamento ritenuto eterodosso rispetto alla dottrina della Chiesa Cattolica.
Fra i punti problematici secondo le autorità ecclesiastiche, un giudizio di Lombardi Vallauri sul dogma dell'inferno, da lui definito:
Il professore ha affermato in seguito:
Dopo l'esito negativo dei ricorsi giudiziari interni, Lombardi Vallauri si è rivolto alla Corte europea dei diritti dell'uomo.
Nel 2009 la Corte si è pronunciata a favore del ricorrente, ritenendo che fossero stati lesi i suoi diritti alla libertà di espressione (per il provvedimento adottato dalla Cattolica senza contraddittorio) e a un equo processo (per il rifiuto a pronunciarsi opposto dagli organi giurisdizionali amministrativi), entrambi garantiti, rispettivamente, dagli articoli 10 e 6 della Convenzione europea per la salvaguardia dei diritti dell'uomo e delle libertà fondamentali.

## Pensiero
Nei suoi corsi e libri Vallauri si è occupato di varie tematiche: filosofia del diritto, critica dei riduzionismi, filosofia della mente, misticismo, buddismo, sessualità, meditazione, diritti degli animali.
Riassumeva la situazione storica attuale tramite la seguente “formula”: [E = (m+e) + i (ab) + fd + oid]  ->  [N.O.]  ->  [(N. e/ax/es)] + (I.P.)]
La prima parte è l’equazione del riduzionismo ontologico: l’essere (E) è riducibile alla somma di materia (m), energia (e) e informazione (i); l’informazione è di due specie: algoritmica (a) e biologica (b). Il riduzionismo diventa poi scientismo tecnologico, con l’aggiunta di un fattore di dominazione (fd), ossia la teoria baconiana del conoscere per dominare, e dell'organizzazione industriale del dominio (oid) portata dalla rivoluzione industriale. Le conseguenze dello scientismo sono il nichilismo ontologico (N.O.), ossia la scomparsa di ogni  tipo di spirito (Dio angeli anima), il quale può avere due esiti antitetici: le filosofie del soggetto assoluto e quelle della morte del soggetto. L’ultima conseguenza del processo è il nichilismo etico assiologico ed esistenziale (N. E/ax/es), ossia la negazione di norme e valori oggettivi. Esso genera un vuoto, che nella nostra epoca viene occupato dall’individualismo possessivo (I.P)., ossia la credenza che gli unici beni sono ricchezza successo e potere. Occorre dunque articolare una risposta filosofica al riduzionismo, individuando quali realtà si sottraggano alle sue pretese. L’oggetto principale che sfugge alla riduzione è la mente.

## Opere principali
- Saggio sul diritto giurisprudenziale, Milano, 1967
- Amicizia, carità e diritto, Milano, 1969 (nuova edizione: 1974)
- Corso di filosofia del diritto, Padova, 1981 (seconda edizione: 2012)
- Cristianesimo, secolarizzazione e diritto moderno, Milano, 1981
- Terre: Terra del Nulla, Terra degli uomini, Terra dell'Oltre, Milano, 1989
- Il Meritevole di tutela, Milano, 1990
- Logos dell'essere - Logos della norma, Bari, 1999
- Nera luce. Saggio su cattolicesimo e apofatismo, Firenze, 2001
- Riduzionismo e oltre: Dispense di filosofia per il diritto, Padova, 2002
- Trattato di Biodiritto. La questione animale, Milano, 2013
- Meditare in Occidente. Corso di mistica laica, Firenze, 2015
- Scritti animali: Per l'istituzione di corsi universitari di diritto animale, Gesualdo, Gesualdo, 2018
- Crudeltà, Napoli, Doppiavoce, 2022
- Nera luce. Saggio su cattolicesimo e apofatismo, Seconda edizione ampliata, Firenze, Le Lettere, 2023